# Otto von Pelser-Berensberg
Otto von Pelser-Berensberg (* 27. Februar 1857 in Lemiers/Niederlande; † 2. November 1935 in Aachen) war ein deutsch-niederländischer Bergbauunternehmer.

## Leben und Wirken
Otto von Pelser-Berensberg wurde als das 8. von 11 Kindern von Friedrich von Pelser-Berensberg (1809–1875) und der Eulalia Franziska Koch (1822–1915) im niederländischen Teil des Grenzortes Lemiers geboren. Nach entsprechender Ausbildung durchlief er eine Karriere in einem Bergbauunternehmen und wurde Bergwerksbesitzer. Über viele Jahre hinweg war Pelser-Berensberg schließlich als Direktor der königlich-niederländischen Domaniale Mijn in Kerkrade und der mit der Domaniale kooperierenden Aachen-Maastrichter Eisenbahn-Gesellschaft tätig.
Darüber hinaus wurde er ab dem 22. März 1900 zum Honorarkonsul der Niederlande und später auch zum Generalkonsul des Großherzogtums Luxemburg in Aachen ernannt. Ferner trat er 1902 dem Club Aachener Casino bei. Während der Zeit der Alliierten Rheinlandbesetzung war er im Raum Aachen ehrenamtlich für das 1921 neu gegründete Deutsche Rote Kreuz tätig und erwarb sich hierbei große Verdienste.
In den Jahren 1906/1907 ließ von Pelser-Berensberg durch den Architekten Carl Sieben die herrschaftliche und heute unter Denkmalschutz stehende Villa in der Aachener Nizzaallee Nr. 2 erbauen, in der er Büroräume im Erdgeschoss in seiner Funktion als niederländischer Konsul und Räume in den oberen Stockwerken als privaten Wohnsitz nutzte.
Otto von Pelser-Berensberg war in erster Ehe verheiratet mit der Niederländerin Maria Catharina Gerardina van der Elst (1861–1889) und nach deren frühen Tod mit Martha von Mitscherlich (1867–1957), Tochter  von Richard Mitscherlich und Enkelin von Eilhard Mitscherlich. Mit ihr hatte er den Sohn Horst Friedrich Wilhelm Hans von Pelser-Berensberg und zwei Töchter, von denen die Tochter Maria (* 1894) den späteren Geilenkirchener Landrat Alexander Czéh heiratete. Nach seinem Tod hinterließ Otto von Pelser-Berensberg seiner Witwe das Schloss Lemiers, das 1945 als Feindeigentum vom niederländischen Staat konfisziert wurde. Sein Sohn konnte das im Krieg schwerbeschädigte Schloss zwar 1953 zurückerwerben, verkaufte es aber vier Jahre später wegen der hohen Restaurierungskosten.
Otto von Pelser-Berensberg, selbst abstammend aus einer Nebenlinie der Aachen-Stolberger Industriellenfamilie Peltzer, setzte sich maßgeblich für die Erforschung seines Familienzweiges ein und verfasste dazu die Publikation: Zur Geschichte des Geschlechtes von Pelser-Berensberg, erschienen 1908 als Band 1 bei der Kunstanstalt Gebrüder Driessen in Aachen.